# Alojz Colarič
Alojz Colarič, slovenski partizan in politični delavec, * 13. junij 1905, Slinovce, † 29. november 1977, Novo mesto.

## Življenje in delo
V narodnoosvobodilni borbi je sodeloval od 1941. Najprej je deloval kot terenski delavec, od aprila 1942 pa v partizanskih enotah; istega leta je postal član Komunistične partije Slovenije. Bil je politični komisar v četi, Gorjanskem bataljonu in II. bataljonu Cankarjeve brigade, pri artileriji 15. divizije, v Belokranjskem odredu in v 18. diviziji, nato politični komisar podčastniške šole 7. korpusa. Je nosilec partizanske spomenice 1941. Po koncu vojne je opravljal razne politične dolžnosti v organih ljudske oblasti, med drugim je bil predsednik okrajnega ljudskega odbora v Krškem.